# 전자오락실

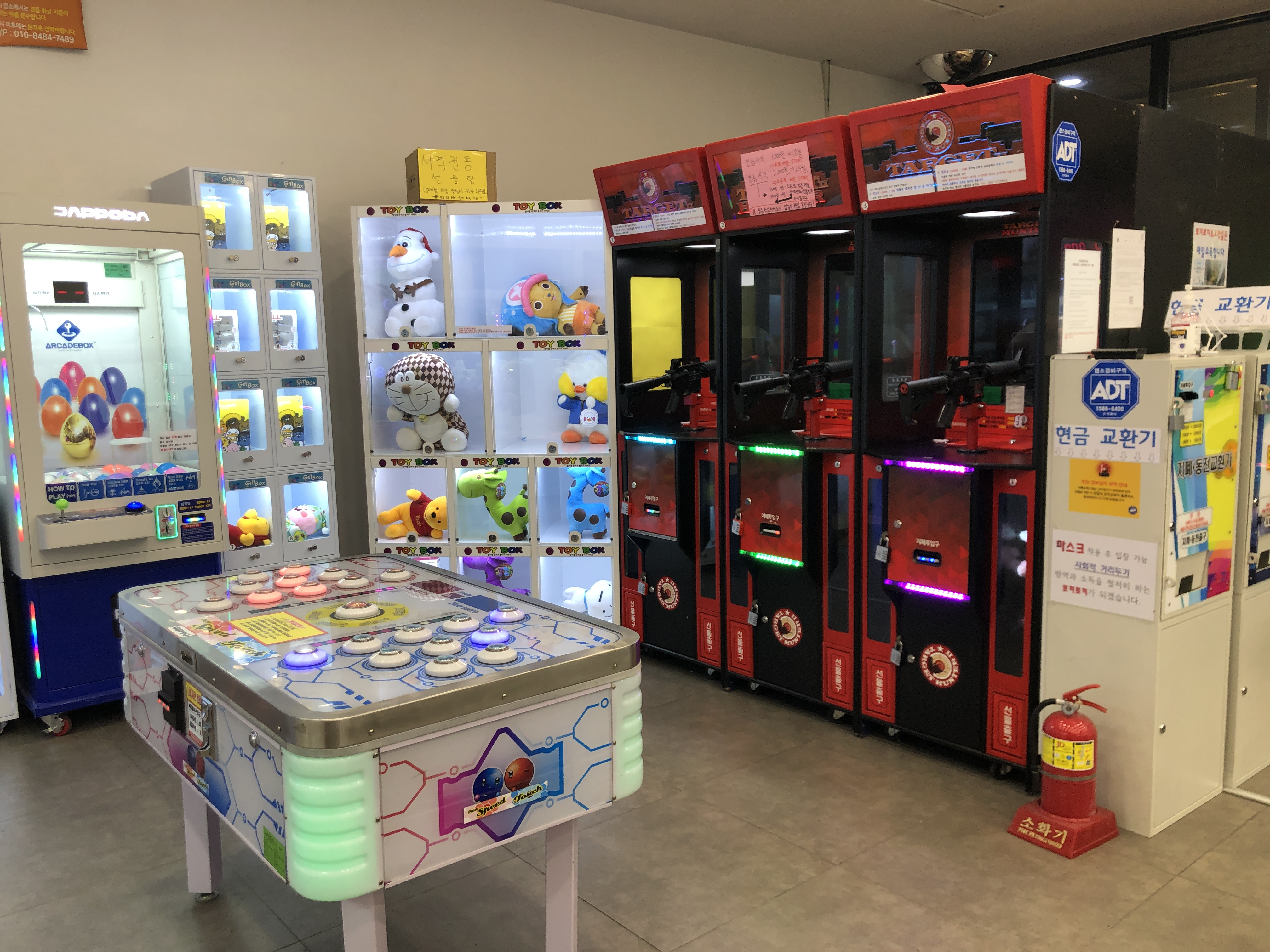
대한민국에 있는 오락실

전자 오락실(電子娛樂室, 영어: amusement arcade, video arcade 또는 arcade, 이전 명칭 penny arcades)은 전자오락기를 설치하여 고객에게 게임을 할 수 있게 한 시설이다. 간단히 오락실이라 부르는 경우가 많다. 사람들이 아케이드 비디오 게임, 핀볼 기계, 전기 기계 게임, 구속 게임, 머천다이저(예: 클로 크레인), 동전으로 작동하는 당구 또는 에어 하키 테이블 등 아케이드 게임을 즐길 수 있는 장소이다. 일부 국가에서는 일부 유형의 아케이드에서 슬롯 머신이나 파칭코 기계와 같은 도박 기계를 제공하는 것이 법적으로 허용되기도 한다. 게임은 일반적으로 캐비닛에 보관된다.
비디오 게임은 1970년대 후반 오락실에 처음 도입되었으며, 1980년대 초반 아케이드 비디오 게임의 황금기에 이르러 그 인기가 절정에 달하였다.
1980년대부터 초등학생부터 성인에 이르기까지 폭넓은 연령층의 열렬한 인기를 끌며 선풍적인 반응을 불러일으켰다. 1990년대 후반 PC방의 급속한 확산으로 인해 점차 쇠퇴의 길을 걷게 되었으며, 2010년대 중반에 들어서 레트로 열풍이 불면서 다시금 대중의 관심을 받기 시작하였다.

## 같이 보기
- 아케이드 게임 (오락실 게임의 역사)
- 아케이드 게임 목록 (오락실 게임 목록)